# Pancho Gonzales
Este artículo pudo ser confundido con: Ricardo González
Ricardo Alonso González, también conocido como Richard Gonzales y usualmente como Pancho Gonzales (Los Ángeles, California; 9 de mayo de 1928-Las Vegas, Nevada; 3 de julio de 1995), fue un tenista estadounidense de ascendencia mexicana, considerado como uno de los más destacados atletas de la historia de dicho deporte.
El esplendor de su carrera lo logró como profesional entre principios de la década de 1950 y mediados de la década siguiente, en una época donde los profesionales no podían participar en los torneos de Grand Slam, siendo considerado el profesional N.º 1 del mundo entre 1952 y 1960. Como amateur, logró conquistar dos veces el Campeonato Estadounidense. Murió el 3 de julio de 1995 víctima de un cáncer estomacal.

## Vida personal y familiar

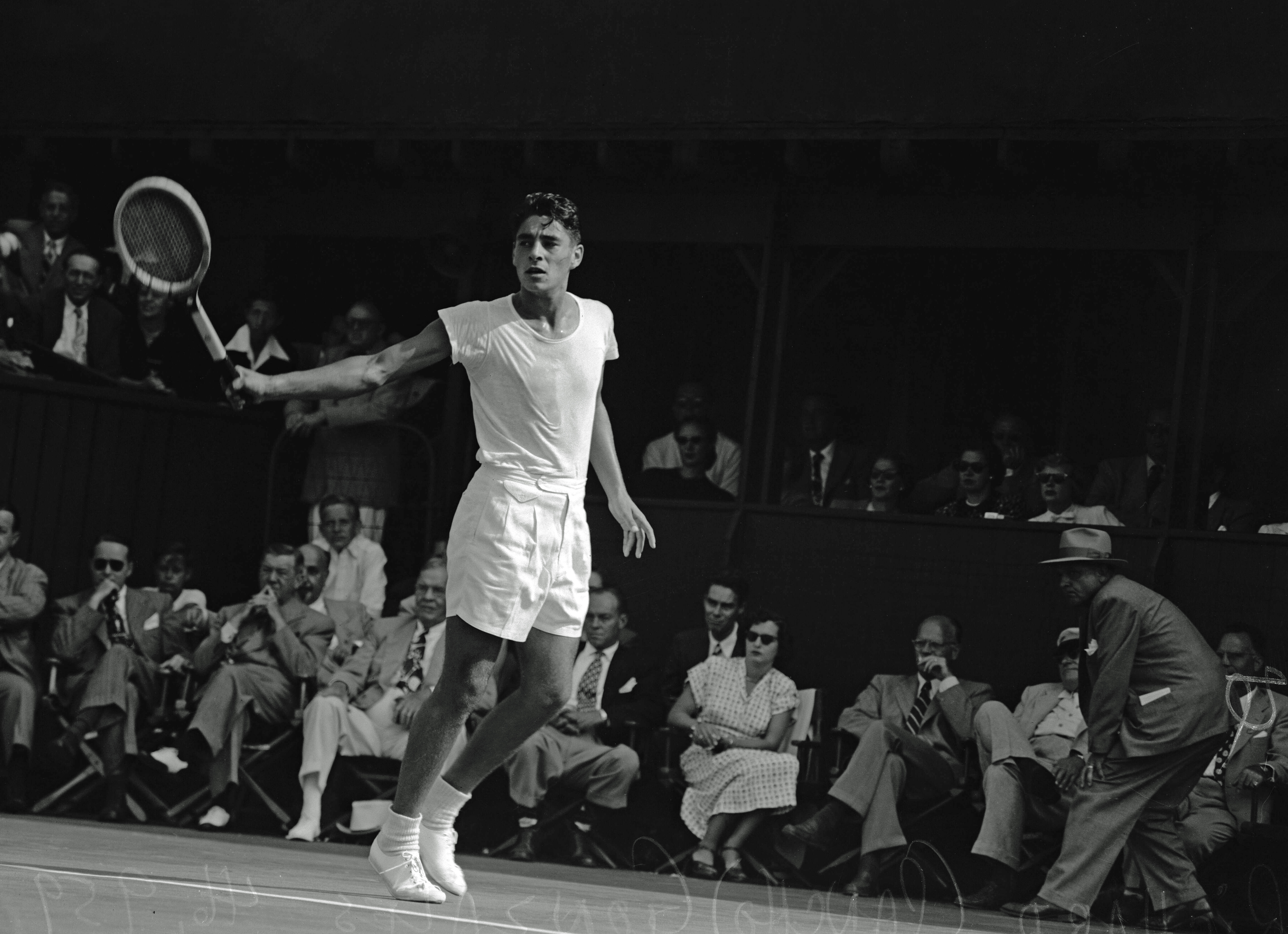
El tenista mexicoamericano Richard "Pancho" Gonzales responde un servicio en un torneo de Los Ángeles.

Los padres de González, Manuel Antonio González y Carmen Alire Alonso, emigraron del estado mexicano de Chihuahua a Estados Unidos a principios del siglo XX. González nació en 1928, siendo el mayor de siete hermanos. Kramer escribe que "Gorgo no era el mexicano-americano pobre que la gente suponía. No procedía de una familia rica, sino de un entorno estable de clase media, probablemente muy parecido al mío. Tuvo una madre estupenda y siempre hubo un cálido sentimiento de lealtad familiar. En todo caso, puede que le mimaran de niño. Es una pena que sufriera discriminación por su herencia mexicana". Sin embargo, según otras fuentes, el padre de González trabajaba como pintor de casas y él, junto con sus seis hermanos, se criaron en un barrio obrero. En su autobiografía, González afirma: "En nuestra casa teníamos pocos lujos. La comida no era abundante, pero era sencilla y suficiente, y nunca pasamos hambre. Nuestra ropa era sólo ropa, barata pero limpia"
González tenía una larga cicatriz en la mejilla izquierda que, según su autobiografía, algunos miembros de los medios de comunicación de la década de 1940 atribuyeron a su condición de pachuco mexicano-americano y, por tanto, implicado en peleas con cuchillo. Fue una calumnia más que amargó a González con los medios de comunicación en general. La cicatriz fue en realidad el resultado de un prosaico accidente callejero en 1935, cuando tenía siete años. Empujó demasiado deprisa un patinete, chocó con un coche que pasaba y se abrió la mejilla con el tirador de la puerta. Pasó dos semanas en el hospital.
Sus amigos y familiares le llamaban "Richard" o "Ricardo". Como hijo de padres hispanos de clase trabajadora, el joven Richard conocía bien los prejuicios sociales de su época. Al parecer, no le gustaba el apodo de "Pancho", ya que era un término despectivo común contra los mexicano-americanos de la época. En la comunidad hispana, el nombre de "Pancho" se da tradicionalmente sólo a las personas cuyo nombre de pila es "Francisco", como era el caso del rival de tenis de González, Pancho Segura.
Según se dice, Gonzales estuvo "atormentado por cuestiones raciales durante toda su vida... Seis meses antes de morir, le dijo a su hermano Ralph que debería haber aceptado la oferta del gobierno mexicano en 1948 de renunciar a su ciudadanía estadounidense y jugar para México. Su amargura por cómo le habían tratado sus colegas "wasps" estadounidenses en la gira le acompañó toda su vida"
Aunque su apellido se escribía correctamente "González", durante la mayor parte de su carrera como jugador se le conocía como "Gonzales". No fue hasta el final de su vida cuando empezó a utilizar con regularidad la grafía en español.
Gonzales se convirtió en comentarista de televisión para ABC, una presencia poco habitual en los torneos. Descrito como un comentarista adecuado pero poco motivado, Gonzales emitía comentarios reflexivos -a menudo magnánimos, en ocasiones duros, siempre sinceros- sobre los profesionales contemporáneos.
Durante décadas, Gonzales había ganado 75.000 dólares al año gracias a un contrato de patrocinio con Spalding para raquetas y pelotas, pero no fue capaz de llevarse bien con el personal de la empresa. Finalmente, en 1981, después de casi 30 años, Spalding se negó a renovar el contrato. También había sido Director de Tenis y Director de Torneos en el Caesars Palace del Strip de Las Vegas durante 16 años, otro trabajo lucrativo. En 1985, fue despedido tras negarse a dar clases de juego a la mujer de su jefe. Como escribió S. L. Price sobre Gonzales en un artículo de Sports Illustrated de 2002, "No había pareja más perfecta que Pancho y Las Vegas: ambos oscuros y de mala reputación, ambos duros y mezquinos e imposibles de ignorar".
Gonzales se casó y divorció seis veces y tuvo nueve hijos: se casó con su novia de la infancia, Henrietta Pedrin, el 23 de marzo de 1948; tuvieron tres hijos. Se casó dos veces con la actriz (y Miss Rheingold en 1958) Madelyn Darrow (hermana de Barbara Darrow); tuvieron tres hijos, entre ellos dos gemelas. Se casó con su higienista dental, Betty, en Beverly Hills, y tuvo una hija. Su última esposa, Rita, era la hermana mayor de Andre Agassi, y tuvieron un hijo. Según el artículo de Price, el padre de Rita, Mike Agassi, odiaba tanto a Gonzales que pensó en matarlo. Gonzales había entrenado a la joven Rita hasta que ella se rebeló contra el régimen de 5.000 pelotas diarias de su padre y se fue a vivir con Gonzales, mucho mayor que él, con quien se casó el 31 de marzo de 1984. Años antes, Mike Agassi, que ya era un fanático del tenis, había sido juez de línea en uno de los partidos profesionales de Gonzales en Chicago. Gonzales había reprendido tan severamente a Agassi por sus fallos que éste se marchó y se sentó en la grada.
Kramer dice que "Gonzales nunca pareció llevarse bien con sus distintas esposas, aunque esto nunca le impidió casarse... Segura dijo una vez: 'Sabes, lo más bonito que Gorgo les dice a sus esposas es 'Cállate'". Tras diez meses de lucha contra un cáncer de estómago, Gonzales falleció el 3 de julio de 1995 en el Sunrise Hospital de Las Vegas a la edad de 67 años, en la pobreza y alejado de sus ex mujeres e hijos, salvo Rita y su hijo Skylar. Andre Agassi pagó su funeral.
Gonzales jugó al tenis con el actor Robert Redford cuando éste estaba creciendo.

## Torneos de Grand Slam

### Campeón de individuales (2)
| Año  | Torneo                            | Oponente en la final | Resultado             |
| 1948 | US National Singles Championships | Eric Sturgess        | 6-2 6-3 14-12         |
| 1949 | US National Singles Championships | Ted Schroeder        | 16-18 2-6 6-1 6-2 6-4 |

### Campeón de dobles (1)
| Año  | Torneo    | Pareja       | Oponentes en la final        | Resultado   |
| 1948 | Wimbledon | Frank Parker | Gardnar Mulloy Ted Schroeder | 6-4 6-4 6-2 |

## Valoración y legado tenístico
En su carrera profesional, Gonzales ganó nueve veces el Campeonato Profesional de Estados Unidos, dos de ellas en el mismo año, un logro único en la historia del tenis. Ganó la versión USPLTA del U.S. Pro en Los Ángeles en 1954, y la versión Cleveland U.S. Pro otras ocho veces, el título profesional de Wembley en Londres cuatro veces, y el Torneo de Campeones tres veces (orest Hills 1957, Forest Hills 1958,  Sydney White City 1959), el Masters de Los Ángeles tres veces (1956, 1957, 1959), el U. S. Professional Indoor tres veces (1950 Filadelfia, 1952 Filadelfia, 1964 White Plains), además de vencer, en siete giras profesionales cara a cara, a todos los mejores aficionados que se hicieron profesionales. Durante esta época, Gonzales era conocido por su ardiente voluntad de ganar, su saque de cañón y su extraordinario juego en la red, una combinación tan potente que las reglas del circuito profesional de 1960 se modificaron brevemente para prohibirle subir a la red inmediatamente después de servir. Según las nuevas reglas, el saque devuelto tenía que botar antes de que el servidor pudiera efectuar su primer golpe, lo que impedía a Gonzales jugar su habitual juego de saque y volea. Aun así, ganó y las reglas volvieron a modificarse. Kramer también intentó mover la línea de servicio a una yarda detrás de la línea de fondo; una vez más, Gonzales ganó a pesar del cambio.
La mayor parte de la carrera de Gonzales como profesional tuvo lugar antes del comienzo de la era abierta del tenis, y por lo tanto no fue elegible para competir en los eventos del Grand Slam entre finales de 1949 (cuando se hizo profesional) y el comienzo de la era abierta en abril de 1968. Como se ha observado en el caso de otros grandes jugadores como Rod Laver, es casi seguro que Gonzales habría ganado otros títulos de Grand Slam si se le hubiera permitido competir en esos torneos durante ese periodo de 18 años. Jack Kramer, por ejemplo, ha especulado en un artículo sobre los campeones teóricos de Forest Hills y Wimbledon que Gonzales habría ganado 12 títulos adicionales sólo en esos dos torneos. De 1952 a 1961 Gonzales fue considerado el mejor de ese período, y algunos decían que le había arrebatado la corona a Bill Tilden como el mejor de todos los tiempos. Gonzales ha sido calificado como uno de los más grandes de la historia del tenis. El Salón de la Fama del Tenis dice que Gonzales "llegó a ser el número 1 del mundo, ocupando esa elevada posición de 1952 a 1960". Otras fuentes afirman que Gonzales fue el número 1 del mundo durante un período de ocho años. Las clasificaciones de tenis de esa época estaban compuestas por escritores, promotores y jugadores de tenis. Sólo en 1946, 1959, 1960 y de 1964 a 1968 hubo un sistema de puntos basado en series de torneos para proporcionar una clasificación de número 1 para el juego profesional. Gonzales fue el ganador de dinero N.º 1 en la porción estadounidense de la temporada de 1965. Gonzales fue subcampeón de la final del campeonato combinado de las giras profesionales WCT/NTL en 1968, perdiendo la final en el Madison Square Garden ante Tony Roche.
Se dice que González fue el primer tenista en ganar medio millón de dólares en premios a lo largo de su carrera. A mediados de 1965 había ganado 740.000 dólares, sin contar los ingresos por patrocinio de productos, apariciones y lecciones.
Según su autobiografía, Gonzales medía 1,91 m (6 pies y 3 pulgadas) y pesaba 83 kg (183 libras) a la edad de 19 años. Otras fuentes le atribuyen uno o dos centímetros menos, pero en cualquier caso disfrutaría de una clara ventaja en estatura sobre varios de sus rivales más destacados, en particular Pancho Segura, Ken Rosewall y Rod Laver, todos los cuales eran por lo menos 5 o 6 pulgadas más bajos. Tony Trabert, que fue duramente derrotado por Gonzales en su gira de 101 partidos y a quien le desagradaba intensamente, dijo: "Aprecié su habilidad tenística, pero nunca llegué a respetarlo como persona"; sin embargo, dijo a Los Angeles Times que "Gonzales es el mayor deportista natural que el tenis ha conocido. Es casi increíble la forma en que mueve sus 1,90 metros por la pista. Es como un gran felino... Los reflejos y las reacciones de Pancho son talentos divinos. Puede estar moviéndose en una dirección y en la fracción de segundo que le lleva ver que la pelota es golpeada hacia su lado débil, es capaz de lanzar su cuerpo en un cambio de dirección opuesto y llegar a la pelota a tiempo para alcanzarla con su raqueta." El extravagante Gussie Moran, quien hizo una breve gira con el grupo de Gonzales, dijo que ver a Gonzales era como ver a "un dios patrullando su cielo personal."
Arthur Ashe ldijo de Gonzales  que era "el único ídolo que ha tenido" Allen Fox dijo que "Pancho Gonzales fue, si no el mejor jugador de todos los tiempos, sin duda uno de los mejores" En un artículo de 1972 sobre un torneo imaginario entre los grandes de todos los tiempos, Gene Scott hizo que Gonzales, cuarto cabeza de serie, derrotara a Bill Tilden en semifinales y luego utilizara su saque para vencer a Rod Laver en la final.
El comentarista de tenis, periodista y escritor Bud Collins, editor de "The History of Tennis" (2016), se muestra cauto. Escribe que Gonzales era "probablemente tan bueno como cualquiera que haya jugado, si no mejor". Sin embargo, también afirma que Rod Laver "sería conocido como posiblemente el mejor jugador de todos los tiempos" y llama a Bill Tilden "quizás el mejor jugador de todos ellos"
En 1978, Ellsworth Vines clasificó a sus 10 mejores jugadores de todos los tiempos en Tennis Myth and Method y calificó a Gonzales como el número tres, detrás de Budge y Kramer.
Jack Kramer, por su parte, que se convirtió en jugador de categoría mundial en 1940 y derrotó a Gonzales en el primer año de éste como profesional, ha declarado que cree que, aunque Gonzales era mejor que Laver o Sampras, no era tan bueno como Ellsworth Vines o Don Budge. Kramer, que tuvo una larga y a menudo amarga relación con Gonzales, lo califica sólo como uno de los cuatro jugadores que están en segundo lugar después de Budge y Vines en su estimación. Kramer también declaró que Bobby Riggs habría vencido a Gonzales regularmente, y clasificó a Riggs por encima de Gonzales, declarando: "En una gira larga... estoy seguro de que habría vencido a Gonzales - Bobby era demasiado rápido, tenía demasiado control para Pancho."
Jack Kramer escribió que aunque Laver fue "absolutamente imbatible durante uno o dos años a finales de la década de 1960", se podía hacer una "cuidadosa comparación" entre Laver y el algo mayor Gonzales y que Kramer está "seguro de que Gonzales podría haber vencido a Laver con regularidad".
Kramer ve como prueba de la superioridad de Gonzales sobre Laver el hecho de que Gonzales derrotara a Laver en un partido a cinco sets ante 14.761 espectadores en el Madison Square Garden de Nueva York en enero de 1970, cuando Gonzales tenía 41 años y Laver todavía era considerado el jugador número 1 del mundo. Por otra parte, Gonzales todavía era uno de los diez mejores jugadores cuando se produjo este partido y Laver ganó posteriormente el torneo disputado allí, venciendo a Gonzales en una semifinal a sets corridos.
Durante el lapso de siete años en que se enfrentaron, Laver tenía entre 26 y 32 años y Gonzales entre 36 y 42 años. Mientras que el apogeo de Laver fue a finales de los años 60, el de Gonzales fue a mediados o finales de los 50. Gonzales tuvo una gran longevidad que hizo posible esta rivalidad. Sin embargo, el récord general podría estar sesgado a favor de Laver debido a la diferencia de diez años entre ambos. En la temporada de 1964, Gonzales tenía una ventaja sobre Laver.
En 2007, una vez fallecidos Gonzales y Hoad, Kramer valoró mejor a ambos jugadores, clasificándolos entre los cinco mejores de todos los tiempos, cronológicamente Vines, Budge, Gonzales, Hoad y Federer. Kramer había expresado una relación competitiva tanto con Gonzales como con Hoad durante sus años como director del circuito, pero el tiempo había suavizado su valoración de ellos.
A principios de 1986, Inside Tennis, una revista publicada en el norte de California, dedicó parte de cuatro números a un extenso artículo titulado "Torneo del Siglo", un torneo imaginario para determinar quién era el mejor de todos los tiempos. Pidieron a 37 notables del tenis como Kramer, Budge, Perry y Riggs y a observadores como Bud Collins que enumeraran a los diez mejores jugadores por orden. Veinticinco jugadores en total fueron nombrados por los 37 expertos en sus listas de los diez mejores. A continuación, la revista los clasificó en orden descendente según el número total de puntos asignados. Los ocho primeros jugadores en puntos totales, con su número de votos en primer lugar, fueron: Rod Laver (9), John McEnroe (3), Don Budge (4), Jack Kramer (5), Björn Borg (6), Pancho Gonzales (1), Bill Tilden (6) y Lew Hoad (1). Gonzales fue clasificado como el sexto mejor jugador, y sólo Allen Fox votó por él como el mejor de todos los tiempos.
En los primeros años del siglo XXI, Sidney Wood compiló su lista de los Mejores Jugadores de Todos los Tiempos (más tarde publicada póstumamente en un libro de memorias "La final de Wimbledon que nunca fue y otros cuentos de tenis de una era pasada"). Wood participó por primera vez en Wimbledon en 1927 y ganó el título en 1931. "Desde entonces hasta finales de la década de 1970 (sólo en dobles hacia el final), tuve el privilegio de competir contra prácticamente todos los mejores jugadores del mundo", afirma Wood. Wood clasificó a Gonzales en el puesto número cuatro, por detrás de Budge, Kramer y Tilden.
En la serie de Tennis Channel "Los 100 más grandes de todos los tiempos" en 2012, Gonzales fue clasificado como el 22º mejor tenista masculino de todos los tiempos, justo detrás de sus rivales de tenis de toda la vida Lew Hoad (19º) y Jack Kramer (21º), y justo por delante de René Lacoste (23º) y Novak Djokovic (24º).
En 2014, Frank Sedgman situó a Gonzales en el puesto número cuatro, por detrás de Jack Kramer, Roger Federer y Rod Laver, en su lista de los mejores tenistas masculinos de todos los tiempos en su autobiografía 'Game, Sedge and Match'.
Tras su muerte, un artículo de Sports Illustrated afirmaba: "Si la Tierra estuviera en juego en un partido de tenis, el hombre que querrías que sirviera para salvar a la humanidad sería Ricardo Alonso González" El veterano comentarista de tenis Bud Collins se hizo eco de ello en 2006: "Si tuviera que elegir a alguien para jugar por mi vida, sería Pancho Gonzales" El comentador de tenis de largo tiempo Bud Collins ya lo expresó en 2006: "Si tuviese que elegir a alguien con quien jugar por mi vida, sería Pancho Gonzales."
Hoad fue el rival más duro de Gonzales en hierba, con una ventaja de 21 a 14 (60%) de por vida, aunque Gonzales tenía una ventaja de 24 a 14 (63%) de por vida contra Rosewall en hierba. Gonzales tenía una ventaja de por vida sobre Hoad de 104-78 (57%). La ventaja de por vida de Gonzales sobre Rosewall era de 117-87 (57%). En enfrentamientos directos en campeonatos mundiales, Gonzales ganaba a Hoad 64 a 51 (56%), y a Rosewall 70 a 31 (70%).